# 키친 (소설)
《키친》은 일본 작가 요시모토 바나나의 소설이다. 이 소설은 1988년 쓰여졌으며 바나나의 소설 데뷔작이다. <키친>은 사랑하는 사람의 죽음으로 남겨진 사람들의 슬픔을 표현했다. 이 작품은 일본에서도 가장 명성있는 문학상을 수상하며 대략 20여 개의 국어로 번역되어 해외에서도 출간되었다. 작가가 소설을 쓰던 시절 문학계에 서구식의 스타일이 유행했지만, 바나나는 그에 굴하지 않고 자신만의 스타일로 글을 썼고, 그 결과 소설 <키친>은 일본 현대문학의 특징을 잘 표현했다는 칭찬을 받았다.  The Times나  The New Yorker 등의 신문사들도 <키친>을 호의적으로 평가했다. 바나나의 소설 <키친>과 <만월>은 이어지는 이야기라고 알려져 있다. 이 소설을 바탕으로 1989년 일본에서 드라마로 제작되었으며, 1997년에는 홍콩에서 소설의 확장판 식으로 영화가 제작되었다. 한국에서도 신민아 주연의 <키친>이라는 영화가 개봉되었으나, 원작과 많이 다르다는 평을 많이 받았다.

## [등장인물]
-사쿠라이 미카게: 주인공으로, 젊은 일본 여자이다. 부모가 젊은 나이에 죽었고 조부모에게 길러졌으나 중학교에 들어갈 무렵 할아버지가 돌아가셨고, 이후 할머니 또한 돌아가셨다. 할머니가 돌아가신 이후로 유이치와 에리코네 근처로 이사를 간다.
-다나베 유이치: 에리코의 아들로, 주인공이다. 유이치가 어렸을 때 그의 어머니는 암으로 돌아가셨고, 현재는 트랜스젠더로 여자가 된 아빠인 에리코와 같이 살고 있다.
-다나베 에리코: 유이치의 엄마이자 자신의 아내가 암으로 죽자 더 이상 아무도 좋아할 수 없을 것 같아 트랜스젠더가 됐다. 소설에서 굉장히 아름답고 친절한 여인으로 묘사된다.

## [줄거리]
미카게의 부엌에 대한 사랑에서 요리 교사의 조수로서 음식이 존재하는 여러 장면에 이르기까지, 키친은 젊은 일본 여성의 삶에 대한 짧은 삶과 비극의 배경에서 음식과 사랑에 대한 그녀의 발견이다.
《키친》에서 사쿠라이 미카게라는 젊은 일본 여성은 할머니의 죽음을 극복하기 위해 애쓰고 있다. 그녀는 점차 꽃집에서 할머니의 친구인 유이치와 가까이 자라서 그와 그의 트랜스 젠더 어머니 인 에리코와 함께 있게 된다. 그녀는 머무는 동안 유이치와 에리코에 대한 애정을 키워 거의 가족의 일부가 되었다. 그러나 그녀는 요리 교사 조교로 새로운 일자리를 찾은 후 6 개월 후에 이사를 떠난다. 에리코가 죽었다는 것을 알게되자 어려운 시기에 유이치를 도와주려고 시도하고 유이치가 그녀와 사랑에 빠졌음을 알게 된다. 그녀에 대한 자신의 감정에 직면하기를 꺼려하고, 그녀는 일을 위해 이즈로 간다. 그러나 돈카츠를 먹기 위해 식당에 갔을 때, 그녀는 유이치에 가져 가고 싶다는 것을 알게 되었다.
《Moonlight Shadow》에서, 사츠키라는 이름의 여자가 사고로 그녀의 남자 친구 히토시를 잃고 우리에게 알려준다 : "그가 죽은 날 밤 내 영혼은 멀리 다른 곳으로 가서 내가 다시 가져올 수 없습니다". 그녀는 동생 히라기와 친해졌다. 그의 여자 친구는 같은 사고로 죽었다. 불면증의 밤에 걷고있던 그녀는 누군가를 잃은 우라라라는 이상한 여자를 만난다. 우라라는 그녀에게 위버 페스티벌 현상의 신비한 경험을 소개하며, 그녀는 그들의 집단적 슬픔을 소멸시킬 수 있기를 희망한다.

## [한국에서 평]
-이 책을 읽고 나서 많은 사람들이 "평소에 죽음이라는 것이 멀게만 느껴졌으나 생각보다 가까이 있다는 것을 깨달았다.", "매일매일 느끼는 일상이 후회스럽지 않도록 평소에 사랑하며 살아야겠다는 생각을 많이 했다.", "따뜻하게 작은 말에도 귀를 기울이는 사람이 되어야겠다" 등 다양한 반응을 보였다. 요시모토 바나나의 소설 <키친>은 평소에 무관심하고 그냥 지나칠 수 있는 것들에 대해서 독자들로 하여금 깊이 생각해보게 했고, 그와 동시에 그 의미를 떠올리며 인생을 살아갈 수 있도록 일깨워줬다라는 평이 많다.

## [수상]
- 제 6회 카이엔 신인 문학상 - 1987
- 제 39회 최우수 신인 예술가 - 1988

## [외부 링크]
- Kitchen(2009 Korea) on IMDB
- Kitchen(1989) on IMDB